# Robert B. Elliott

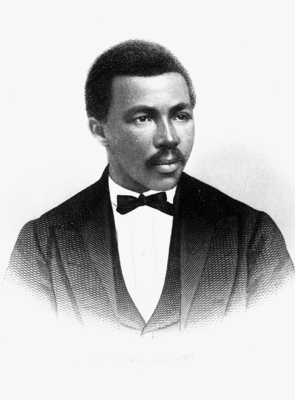
Robert B. Elliott

Robert Brown Elliott (* 11. August 1842 in Liverpool, England; † 9. August 1884 in New Orleans, Louisiana) war ein englisch-amerikanischer Politiker. Zwischen 1871 und 1874 vertrat er den Bundesstaat South Carolina im US-Repräsentantenhaus.

## Werdegang
Robert B. Elliott wurde 1842 in Liverpool geboren. Er studierte Jura und praktizierte ab 1867 in South Carolina als Anwalt. Dort war er auch an der Gründung der Republikanischen Partei beteiligt. Im Jahr 1868 war Elliott Mitglied einer Versammlung zur Überarbeitung der Staatsverfassung. Zwischen 1868 und 1870 saß er als Abgeordneter im Repräsentantenhaus von South Carolina. Von 1869 bis 1871 war er auch stellvertretender Kommandeur (Assistant Adjutant General) der Nationalgarde von South Carolina. In diesem Amt arbeitete er daran, eine besondere Truppe zum Kampf gegen den Ku-Klux-Klan aufzustellen.
1870 wurde er im dritten Wahlbezirk von South Carolina in das US-Repräsentantenhaus in Washington, D.C. gewählt, wo er am 4. März 1871 die Nachfolge von Solomon L. Hoge antrat. Im Jahr 1872 wurde Elliott bestätigt. Damit konnte er zwischen März 1871 und seinem Rücktritt am 1. November 1874 im Kongress verbleiben. Elliott bekämpfte auch die politische Korruption in seinem Staat.
Zwischen 1874 und 1876 war er erneut Abgeordneter im Repräsentantenhaus von South Carolina. Außerdem wurde er zum Präsidenten des Hauses gewählt. Im Jahr 1876 bewarb sich Robert Elliott erfolglos um das Amt des Attorney General von South Carolina. Mit dem Ende der Reconstruction endete 1876 auch Elliotts politische Laufbahn. Als afroamerikanischer Republikaner hatte er im konservativ-segregationistischen South Carolina jener Tage keine Chance mehr. Im Jahr 1881 zog er nach New Orleans, wo er bis zu seinem Tod am 9. August 1884 als Anwalt arbeitete.